# Autoantygen
Autoantygen, antygen własny, antygen autogeniczny – antygen występujący w prawidłowych tkankach danego osobnika (np. układ MHC, czy układ grup krwi).
We właściwie funkcjonującym organizmie autoantygeny nie są rozpoznawane przez komórki układu odpornościowego, dlatego nie dochodzi do odpowiedzi odpornościowej na ten rodzaj antygenów (stan taki nazywamy autotolerancją). Dzięki temu tkanki danego osobnika mogą być wszczepiane temu samemu osobnikowi (autotransplantacja), co ma znaczenie przy oparzeniach skóry oraz w autogenicznych przeszczepieniach szpiku kostnego.
Czasami jednak układ odpornościowy zostaje uczulony na własne antygeny, co zwykle doprowadza do choroby autoimmunologicznej.